# Magyarnádalja
Magyarnádalja là một thị trấn thuộc hạt Vas, Hungary. Thị trấn này có diện tích 3,85 km², dân số năm 2010 là 219 người, mật độ 57 người/km².